# 黄腹金鹃
黄腹金鹃（学名：Chrysococcyx cupreus），是鹃形目杜鹃科的一种鸟类。
黄腹金鹃体重约37.7克，翼长约105.7毫米，嘴峰长约19.8毫米，喙宽度约5.5毫米，喙厚度约5.3毫米，跗蹠长约15.8毫米，尾长约90.6毫米。黄腹金鹃在其分布区内为留鸟，其栖息在半开放的高大树木组成的森林中，食性为肉食性，主要食物来源是陆生无脊椎动物。

## 亚种
- ：分布于撒哈拉以南的非洲。
- ：分布于比奥科岛。
- ：分布于圣多美和普林西比和安诺本。[4]